# Керчик-Савров
Керчик-Савров — хутор в Октябрьском районе Ростовской области.
Административный центр Керчикского сельского поселения.

## География

### Улицы
| - пер. 8 Марта - пер. Балочный - пер. Коминтерна - пер. Короткий - пер. Прибрежный - пер. Степной | - ул. 40 лет Победы - ул. Алейникова - ул. Буденного - ул. Виноградная - ул. Дружбы народов - ул. Кириленко | - ул. Колхозная - ул. Мира - ул. Олейникова - ул. Первомайская - ул. Советская |

## История

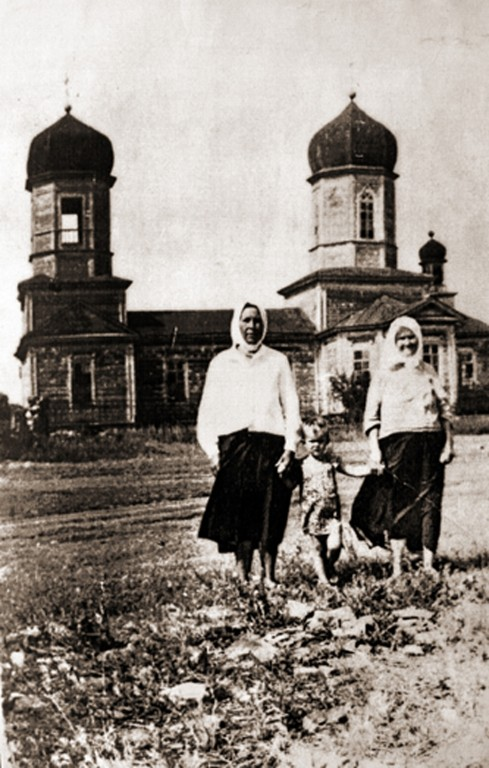
Николаевская церковь до революции

Хутор Керчик-Савров был основан в 1763 году. Согласно легенде, во времена монголо-татарского нашествия там, где сейчас находится хутор, была битва, в которой погиб русский воин Савва. Его похоронили рядом с глубоким рвом. Позже это место стали называть Саввин ров, а жители его назывались савровы. Рядом с хутором протекает река Керчик. Отсюда и происходит название хутора Керчик-Савров.
По сведениям 1859—1864 годах известно, что на этот момент в хуторе число дворов составляло 93; жителей было: мужчин — 211, женщин — 219.
В хуторе находилась Николаевская церковь, возведённая в 1858 году, действовала церковно-приходская школа. Большинство хуторян жило зажиточно, имели хорошие, как правило, двухэтажные дома.
По подсчётам различных историков к 1914―1917 году на Дону в общей массе казаков беднота составляла 15-20 %, остальные казаки жили зажиточно или «справно». В 1920-х годах в хуторе уже были больница, молочный завод и родильный дом. Когда в 1921 году в центральных областях России разразился голод, в хуторе Керчик-Савров разместили приют для детей сирот, вывезенных из районов голода.
В время коллективизации в хуторе начался бунт: отобранную насильно скотину местные жители разбирали по домам. Выступления хуторян власти подавили только через два месяца. Зажиточных хозяев выселяли, а вместе с ними и бедняков, которые не хотели идти работать в колхоз.
К концу 1929 года начали закрывать церкви. В 1930 году образовался первый колхоз «Коминтерн». В начале 1934 года в хуторе была построена пекарня.
125 хуторян погибли на фронтах Великой Отечественной войны, 120 человек были увезены немцами во время оккупации с лета 1942 года на принудительные работы в Германию, многие из них также затем не вернулись домой. 11 февраля 1943 года хутор был освобождён войсками Красной Армии.

## Население
| 2010 |
| ---- |
| 1010 |

## Достопримечательности
Рядом с хутором находится долина камней, названная «Донской Стоунхендж».